# Halictus tibetanus
Halictus tibetanus är en biart som beskrevs av Blüthgen 1926. Halictus tibetanus ingår i släktet bandbin, och familjen vägbin. Inga underarter finns listade i Catalogue of Life.